# Aedes simlensis
Aedes simlensis är en tvåvingeart som beskrevs av Edwards 1922. Aedes simlensis ingår i släktet Aedes och familjen stickmyggor. Inga underarter finns listade i Catalogue of Life.